# Marta Cattani
Marta Cattani (Vicenza, 19 gennaio 1973) è un'ex cestista italiana.

## Carriera
Con l'Italia ha disputato i Campionati europei del 1999 e i Giochi del Mediterraneo del 1997.